# Théodore Piguet
Théodore-Ami Piguet (* 7. November 1816 oder 1812 in Genf; † 10. Februar 1889 ebenda; heimatberechtigt in Chêne) war ein Schweizer Jurist und Politiker.

## Leben

### Familie
Théodore Piguet war der Sohn des Notars Jean François Ami Piguet (* 24. Februar 1789; † 19. November 1871 in Genf) und dessen Ehefrau Jeanne Marie Alexandra (geb. Billot).
Er war mit Louise Pauline, der Tochter von Pierre Gabriel Desgeraud aus Lyon, verheiratet; ihre gemeinsame Tochter Emma war mit dem Geistlichen und Hochschullehrer Eugène Dandiran verheiratet.

### Werdegang
Théodore Piguet absolvierte ein Studium der Rechtswissenschaften an der Académie de Genève und promovierte 1841 zum Dr. jur.
Nach Beendigung des Studiums war er als Rechtsanwalt und Notar in Genf tätig.

### Politisches Wirken
Théodore Piguet war Mitgründer der freisinnigen Reformbewegung Association du Trois Mars.
Er wurde 1846 Staatsschreiber und Kanzler unter der Regierung von James Fazy, trat aber aufgrund eines Zerwürfnisses im darauffolgenden Jahr von seinem Amt im Staatsrat zurück und erläuterte seine Gründe in seiner Schrift Exposé des faits qui ont amené ma démission de chancelier du canton.
Von 1853 bis 1855 war er erneut im Staatsrat und dort Leiter des Departements für Inneres.
Er war von 1854 bis 1856, von 1864 bis 1866 sowie von 1868 bis 1870 im Genfer Grossen Rat und vom 4. Dezember 1854 bis zum 25. Juli 1855 Ständerat.